# Sayornis phoebe
Sayornis phoebe là một loài chim trong họ Tyrannidae.